# The Cosmic Game
The Cosmic Game – czwarty album studyjny Thievery Corporation, wydany w 2005 roku w Stanach Zjednoczonych przez Eighteenth Street Lounge Music. Jako pierwszy z albumów zespołu doszedł do 1. miejsca na liście Dance/Electronic Albums tygodnika Billboard.

## Historia albumu

### Wydania
Album The Cosmic Game został wydany 22 lutego 2005 roku w Stanach Zjednoczonych przez Eighteenth Street Lounge Music jako CD. W 2012 roku ukazał się również jako poczwórny minialbum.

### Promocja
W połowie grudnia 2004 roku iTunes Store rozpoczął sprzedaż nagrania „Revolution Solution”, a miesiąc później – „Warning Shots”. 8 lutego 2005 roku Insound Radio Player rozpoczął streaming utworu „Marching The Hate Machines”, a Beatport – sprzedaż utworu „Holographic Universe”. Na kwiecień tego samego roku zaplanowano trasę koncertową promującą album.

## Charakterystyka albumu
Thievery Corporation zbudował poszczególne utwory ze znanych wcześniej elementów muzycznych (elektroniczne beaty, dub, delikatne brazylijskie tonacje, brzmienie sitaru) i wykonawczych (wokaliści śpiewający w językach obcych) dając odbiorcom w pełni przemyślany, brzmiący autentycznie album. Obok tego Garza i Hilton przemycili solidne dawki psychodelicznego popu i alternatywnego rocka. Pojawiło się też przesłanie polityczne i społeczne. Według Garzy obaj z Hiltonem czytali dużo teorii spiskowych i literatury „otwierającej umysł” chcąc poszerzyć to, co robili do tej pory.

Bieżące wydarzenia inspirowały teksty piosenek. [The Cosmic Game] mógłby być interpretowany jako nasz najbardziej politycznie i społecznie świadomy album

### Wykonawcy towarzyszący
I na tym albumie, podobnie jak na poprzednich, wystąpili goście; tym razem byli to: The Flaming Lips („Marching The Hate Machines (Into The Sun)”), David Byrne („The Heart's A Lonely Hunter”), Perry Farrell („Revolution Solution”), Gigi Rezende („Pela Janela”), Sleepy Wonder i Gunjan („Warning Shots”). Podobnie jak w przypadku duetu The Postal Service przeważająca część tej współpracy odbywała się z pośrednictwem poczty elektronicznej i komputera.

## Lista utworów
Zestaw utworów na płycie CD:
| Nr  | Tytuł utworu                                | Wokal               | Długość |
| --- | ------------------------------------------- | ------------------- | ------- |
| 1.  | „Marching The Hate Machines (Into The Sun)” | The Flaming Lips    | 4:01    |
| 2.  | „Warning Shots”                             | Sleepywonder        | 5:02    |
| 3.  | „Revolution Solution”                       | Perry Farrell       | 3:41    |
| 4.  | „The Cosmic Game”                           |                     | 2:19    |
| 5.  | „Satyam Shivam Sundaram”                    | Gunjan              | 4:07    |
| 6.  | „Amerimacka”                                | Notch               | 5:41    |
| 7.  | „Ambicion Eterna”                           | Verny Varela        | 3:43    |
| 8.  | „Pela Janela”                               | Gigi Rezende        | 3:41    |
| 9.  | „Sol Tapado”                                | Patrick Dos Santos  | 3:57    |
| 10. | „The Heart's A Lonely Hunter”               | David Byrne         | 4:03    |
| 11. | „Holographic Universe”                      |                     | 3:42    |
| 12. | „Doors Of Perception”                       | Gunjan              | 3:16    |
| 13. | „Wires And Watchtowers”                     | Sista Pal           | 4:19    |
| 14. | „The Supreme Illusion”                      | Gunjan              | 4:10    |
| 15. | „The Time We Lost Our Way”                  | LouLou Ghelichkhani | 4:11    |
| 16. | „A Gentle Dissolve”                         |                     | 2:49    |
|     |                                             |                     | 1:02:42 |

## Odbiór

### Opinie krytyków
| Oceny łączne      | Oceny łączne |
| Publikacja        | Ocena        |
| ----------------- | ------------ |
| Album of the Year | 70/100       |
| Metacritic        | 70/100       |
| Recenzje          |              |
| Publikacja        | Ocena        |
| AllMusic          | [ 4 ]        |
| laut.de           | [ 7 ]        |
| Pitchfork         | 7.6/10       |
| PopMatters        | 7/10         |
| RYM               | 3.40/5       |
| Rolling Stone     | [ 11 ]       |
| Sputnikmusic      | 3.7/5        |

Według Billa Werde z Rolling Stone oferta muzyczna Thievery Corporation zaprezentowana na czterech albumach studyjnych wyróżnia się na tle światowej muzyki spod znaku chill out, odtwarzanej w modnych sklepach i barach bistro na całym świecie. „The Cosmic Game prezentuje wiele z tego, czego oczekujemy od Thievery: bujne, wolne rytmy z autentycznym jamajskim i latynoskim zmysłem”. W dalszej części recenzent wyróżnia zaproszonych gości: Wayne’a Coyne’a z Flaming Lips w piosence „Marching the Hate Machines (Into the Sun)”, Perry’ego Farrella w „Revolution Solution” i Davida Byrne’a w „The Heart's a Lonely Hunter”.
Na tych samych artystów zwraca również uwagę David Jeffries z AllMusic dodając Sistę Pat śpiewającą „Wires and Watchtowers” oraz Notcha w piosence „Amerimacka”. „The Cosmic Game jest tak mrocznie zachwycający, że trzeba przyznać, że to ich arcydzieło”.
Kolejnym recenzentem, który podkreśla wkład Wayne’a Coyne’a i Davida Byrne’a jest Matthew Murphy z magazynu Pitchfork. „Rob Garza i Eric Hilton, na The Cosmic Game zgromadzili wyśmienitą obsadę gościnnych wokalistów i współpracowników, którzy pomogli duetowi stworzyć jego najbardziej jak dotąd skupione i porywające dzieło”.
Podobną opinię odnośnie do wkładu Wayne’a Coyne’a, Perry’ego Farrella i Davida Byrne’a w realizację albumu wyraża również Lisa Verrico z The Times: „za to mogą [Thievery Corporation] podziękować sławnym gościom, którzy zgodzili się pojawić w The Cosmic Game i naprawdę się w to zaangażowali”.
Według Jacka Smitha z BBC The Cosmic Game jest najlepszym albumem Thievery Corporation od czasu The Mirror Conspiracy. W swojej recenzji wyróżnia on zwłaszcza Davida Byrne’a określając interpretowaną przez niego piosenkę „The Heart's a Lonely Hunter” „najbardziej czarującym fragmentem albumu”. Akcentuje również wkład Wayne’a Coyne’a i Perry’ego Farrella, ale obok nich zwraca też uwagę na artystów mniej znanych, takich jak Sleepy Wonder (w hip-hopowym „Warning Shots”) i Gigi Rezende (w latynoskiej „Pela Janela”). W podsumowaniu podkreśla umiejętne połączenie przez Garze i Hiltona partii instrumentalnych z materiałem wokalnym: „łącząc fascynujące melodie, egzotyczne wokale i etniczne brzmienia (…) tworzą [oni] urzekające pomosty między utworami nadając całości melodyjny klimat. Po raz kolejny Thievery Corporation demonstruje okazałość i stylistyczne umiejętności, które pozostają niezrównane w dzisiejszym, nasyconym świecie downtempo i muzyki elektronicznej”.
„Z licznymi gościnnymi wokalistami, The Cosmic Game gwarantuje zróżnicowaną i ciepłą podróż” – zapewnia Eberhard Dobler z laut.de precyzując: „Zwłaszcza, że nie sposób znudzić się pięknie skonstruowanymi aranżacjami dźwiękowymi. Jednak jedna lub dwie pętle sitaru byłyby mniejszym atutem. Niemniej jednak, to z pewnością jeden z najlepszych albumów obu Amerykanów”.

### Listy tygodniowe
| Kraj              | Lista                               | Pozycja |
| ----------------- | ----------------------------------- | ------- |
| Australia         | Top 50 Albums                       | 46      |
| Austria           | austriancharts.at (Flandria)        | 48      |
| Belgia            | Ultratop (Flandria)                 | 25      |
| Belgia            | Ultratop (Walonia)                  | 71      |
| Francja           | SNEP                                | 66      |
| Niemcy            | Offizielle Deutsche Charts          | 50      |
| Nowa Zelandia     | ONZMC                               | 24      |
| Stany Zjednoczone | Billboard 200                       | 94      |
| Stany Zjednoczone | Dance/Electronic Albums (Billboard) | 1       |
| Stany Zjednoczone | Independent Albums (Billboard)      | 6       |
| Szwajcaria        | Schweizer Hitparade                 | 79      |
| Włochy            | FIMI                                | 25      |

### Sprzedaż
Według Nielsen SoundScan The Cosmic Game został sprzedany w liczbie 151 tysięcy kopii w Stanach Zjednoczonych.